# タイタイ (パラワン州)
タイタイ（Taytay）は、フィリピンの パラワン島にあるパラワン州の町。2010年の国勢調査では、人口70,837人である。
2002年に建設されたキリスト教タイタイ使徒座代理区のナザレのヨセフの大聖堂がある。

## ギャラリー

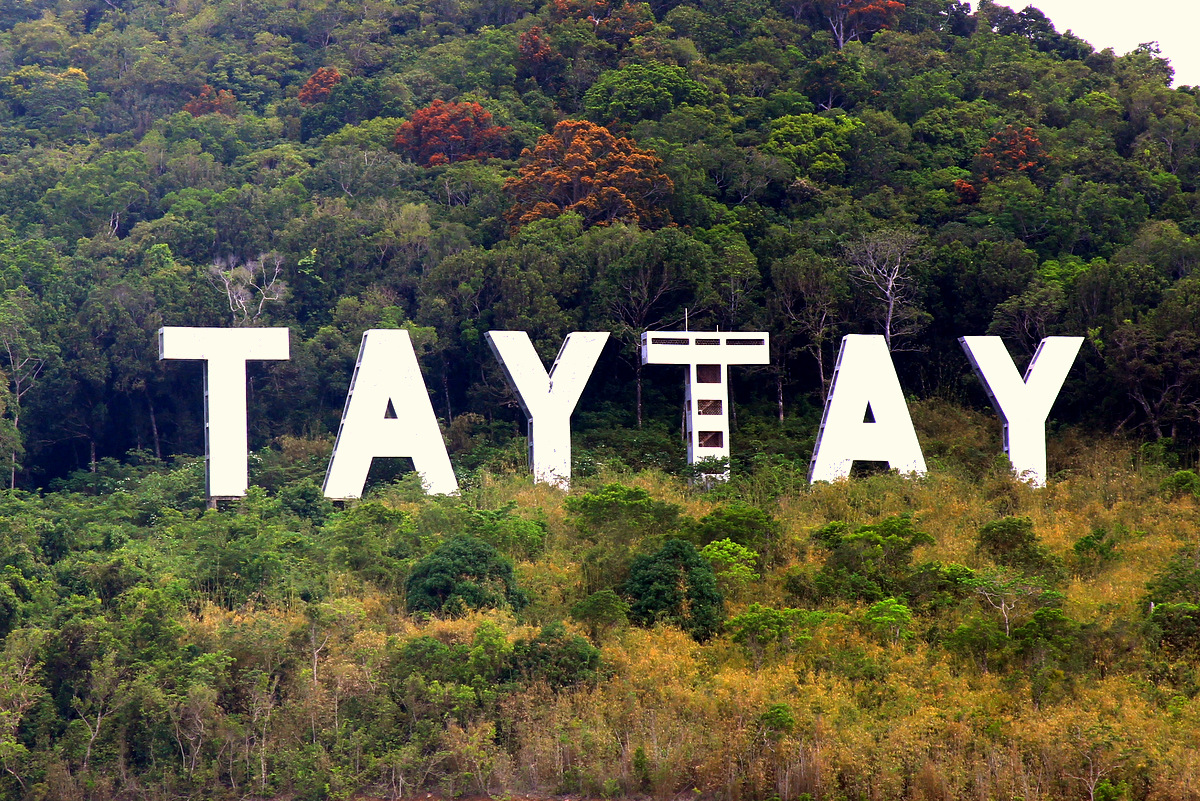
タイタイの看板
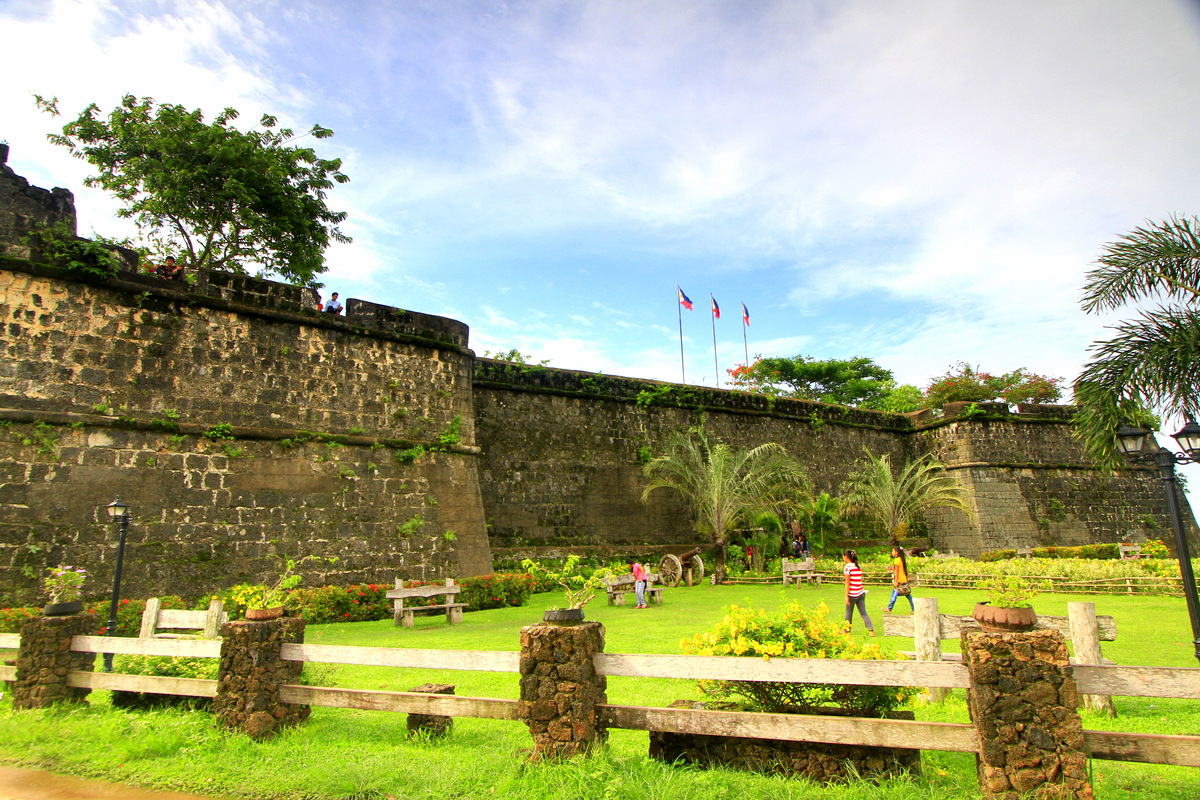
要塞。
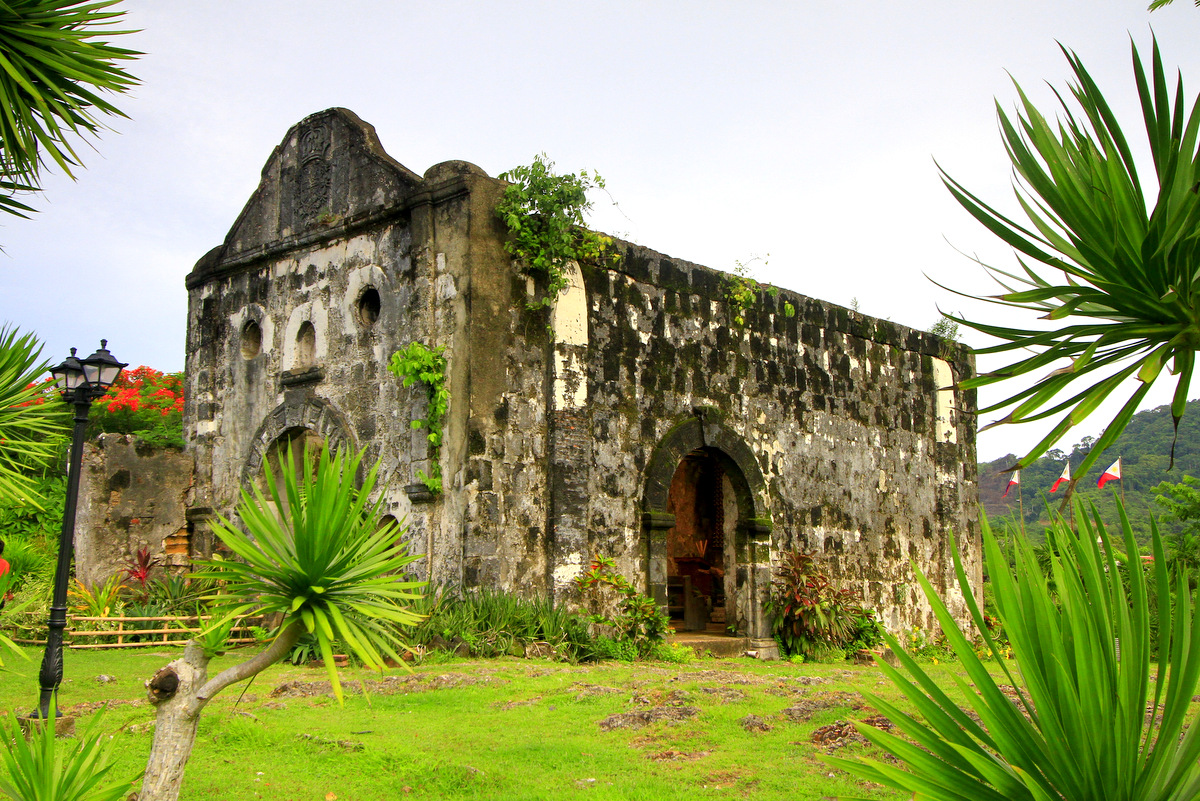
イザベルの要塞
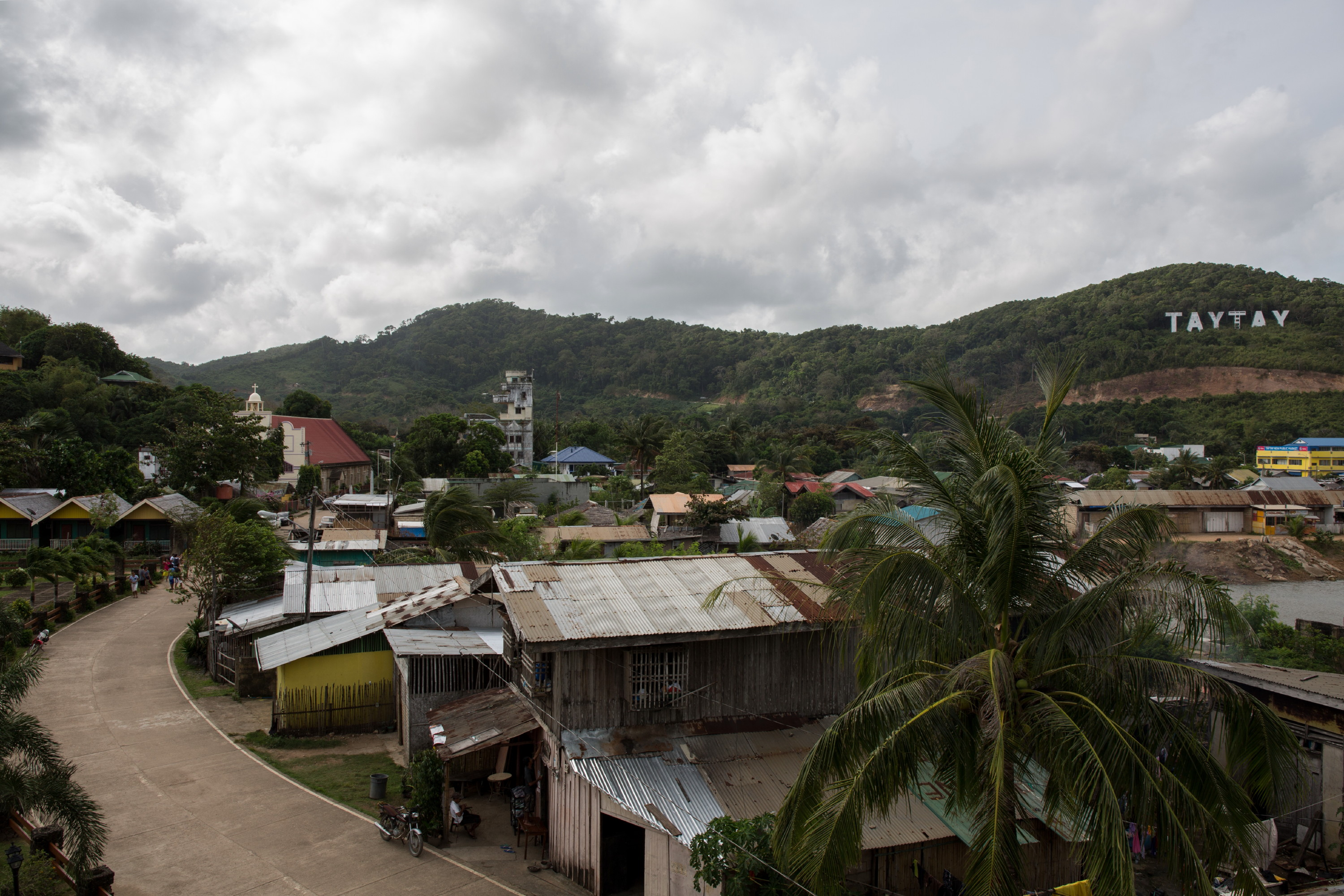
タイタイの全景
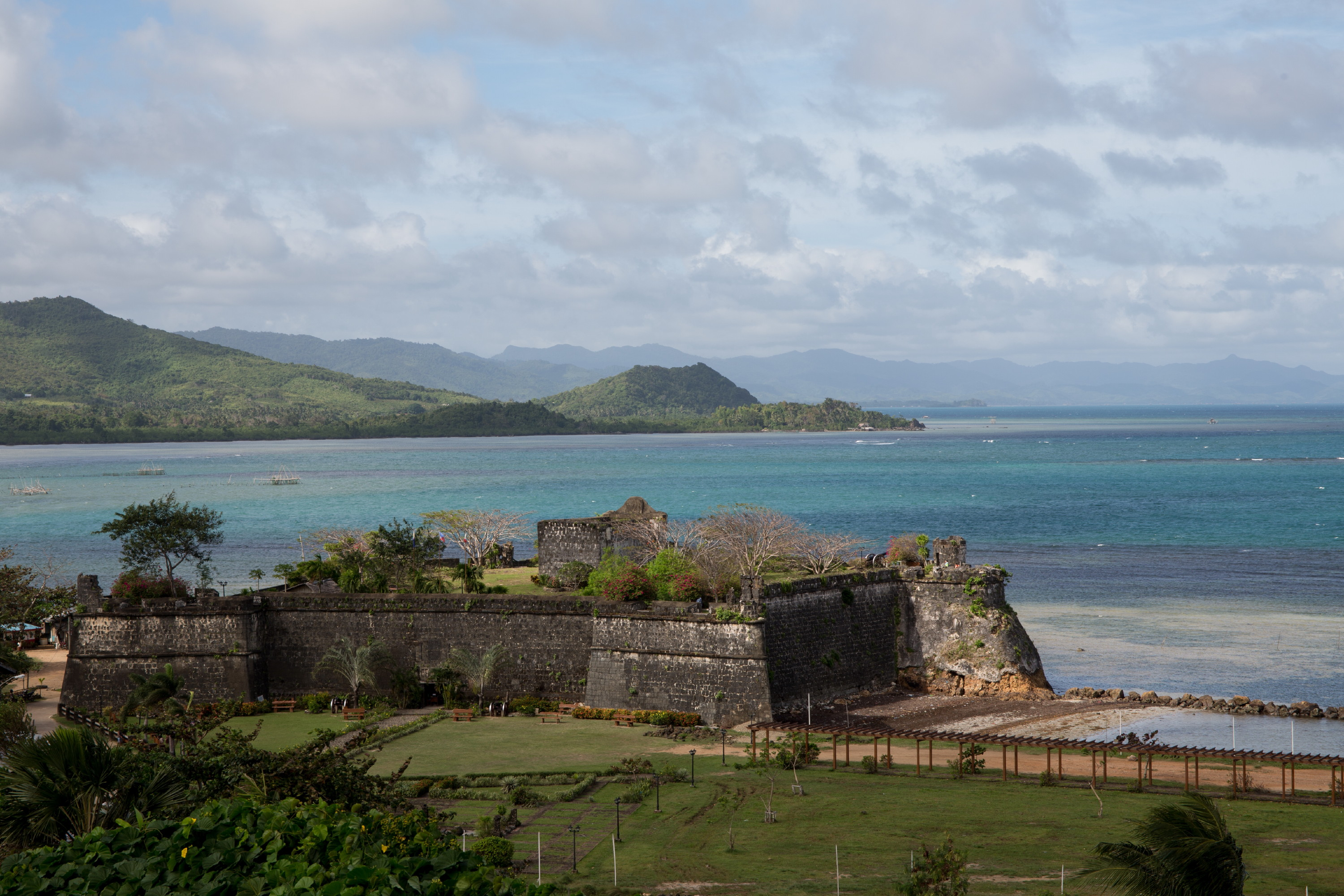
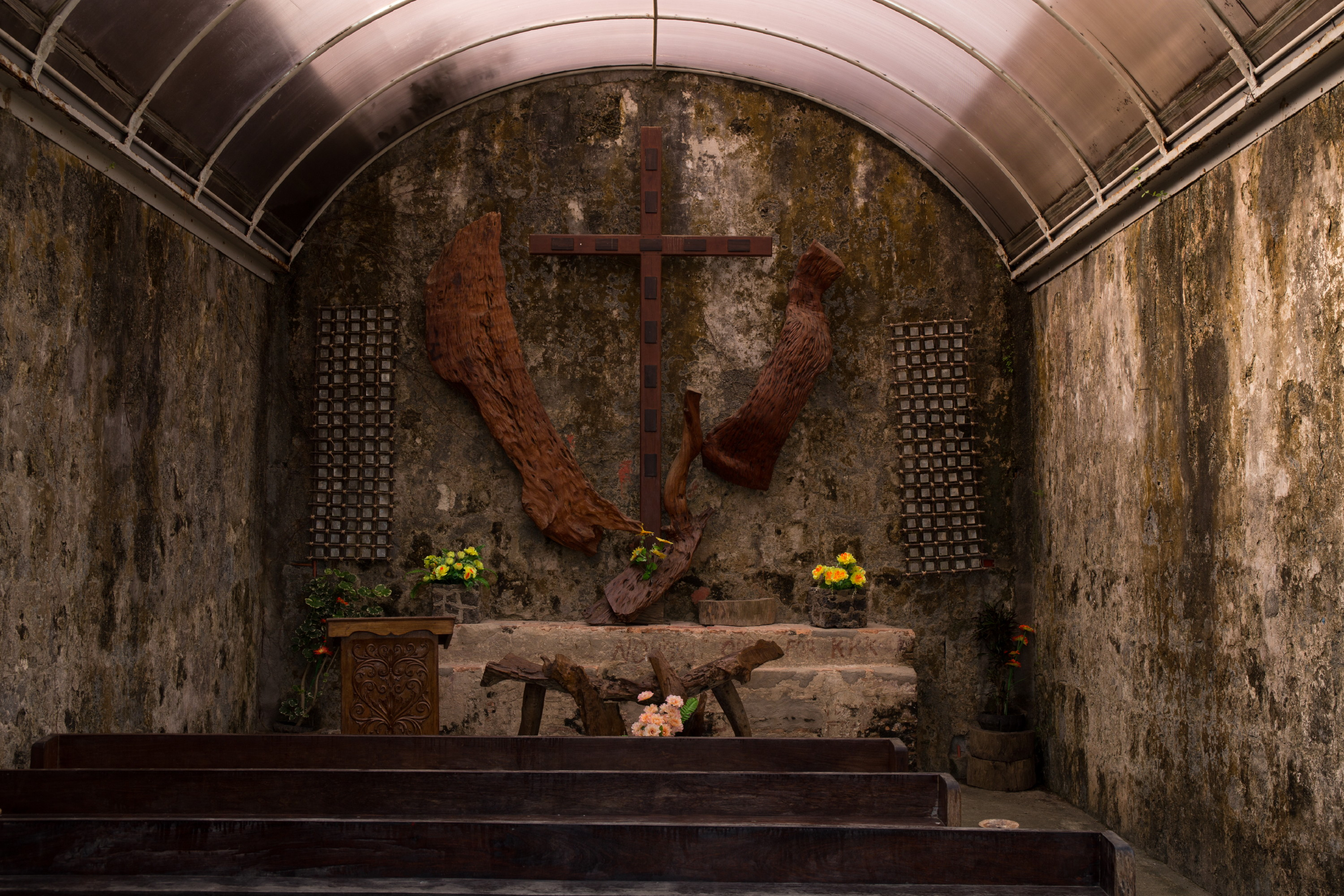
教会内の要塞